# Frans Ananias
Frans Page Ananias (ur. 1 grudnia 1972 w Windhuku) – namibijski piłkarz grający na pozycji pomocnika.

## Kariera klubowa
W swojej karierze piłkarskiej Ananias grał w rodzimych klubach African Blizzards (1990-1993), United Africa Tigers (1994-1997, 2000-2003), African Stars FC (1998) i Nashua Young Ones Windhuk (1999) oraz w niemieckim klubie FC Penzberg (1997-1998).

## Kariera reprezentacyjna
W reprezentacji Namibii Ananias zadebiutował w 1994 roku W 1998 roku został powołany do kadry na Puchar Narodów Afryki 1998. Na nim rozegrał jeden mecz, z Republiką Południowej Afryki (1:4). Od 1994 do 1998 rozegrał w kadrze narodowej 30 meczów i strzelił 1 gola.